# 3259 Brownlee
3259 Brownlee eller 1984 SZ4 är en asteroid i huvudbältet som upptäcktes den 25 september 1984 av den amerikanska astronomen Jane Platt vid Palomar-observatoriet. Den har fått sitt namn efter amerikanen Donald E. Brownlee.
Asteroiden har en diameter på ungefär 25 kilometer.